# Niños muertos
Niños muertos (Dead Babies) es la segunda novela del escritor inglés Martin Amis escrita en 1975.

## Intriga
Un fin de semana, los residentes de Appleseed esperan la visita de Marvell, «doctor» en drogas, amigo de Quentin y de sus dos amigos/amantes, Roxeanne y Skip; además de Lucy, ya conocida de unos de ellos.

## Personajes

### Los residentes de Appleseed
- El hororable Quentin Viliers, grande, rubio, elegante, cortés.
- Andy Adorno, grande, cabello moreno, agresivo.
- Giles Coldstream, pequeño, tez y cabellos claros, rico, angustiada.
- Keith Whitehead, minúsculo, muy gordo; enano de corte de la casa parroquial de Appleseed.
- La honorable Celia Villiers, robusta, cabello castaño, franca y directa, esposa de Quentin.
- Diana Parry, cabello marrón, angular, amante de Andy.

### Los norteamericanos
- Marvell Buzhart, pequeño, velludo, autoritario.
- Skip Marshall, grande, pálida tez, acento largo, nativo del sur de los Estados Unidos.
- Roxeanne Smith, cuerpo generoso, pelirroja, gringa.